# Filippo Della Vite
Filippo Della Vite (ur. 4 października 2001 w Bergamo) – włoski narciarz alpejski, złoty medalista mistrzostw świata.

## Kariera
Po raz pierwszy na arenie międzynarodowej pojawił się 14 listopada 2017 roku w Sulden, gdzie w zawodach juniorskich zajął 24. miejsce w slalomie. W 2021 roku wystartował na mistrzostwach świata juniorów w Bansku, zajmując 21. miejsce w supergigancie. Na rozgrywanych rok później mistrzostwach świata juniorów w Panoramie wywalczył srebrny medal w gigancie.
W zawodach Pucharu Świata zadebiutował 20 grudnia 2020 roku w Alta Badia, gdzie nie ukończył pierwszego przejazdu giganta. Pierwsze pucharowe punkty zdobył 27 lutego 2021 roku w Bansku, zajmując w tej samej konkurencji 16. miejsce.
W 2025 roku wystąpił na mistrzostwach świata w Saalbach, gdzie razem z Giorgią Collomb, Larą Della Meą i Alexem Vinatzerem zdobył złoty medal w mieszanych zawodach drużynowych.

## Osiągnięcia

### Mistrzostwa świata
| Miejsce | Dzień     | Rok  | Miejscowość        | Konkurencja          | Czas biegu | Strata | Zwycięzca         |
| ------- | --------- | ---- | ------------------ | -------------------- | ---------- | ------ | ----------------- |
| 8.      | 14 lutego | 2023 | Courchevel/Méribel | Drużynowo            | –          | –      | Stany Zjednoczone |
| 16.     | 15 lutego | 2023 | Courchevel/Méribel | Gigant równoległy    | –          | –      | Alexander Schmid  |
| 10.     | 17 lutego | 2023 | Courchevel/Méribel | Gigant               | 2:34,08    | +2,34  | Marco Odermatt    |
| 1.      | 4 lutego  | 2025 | Saalbach           | Drużynowo            | -          | -      | -                 |
| DNF2    | 12 lutego | 2025 | Saalbach           | Kombinacja drużynowa | 2:42,38    | -      | Szwajcaria 1      |
| 24.     | 14 lutego | 2025 | Saalbach           | Gigant               | 2:39,71    | +3,10  | Raphael Haaser    |

### Mistrzostwa świata juniorów
| Miejsce | Dzień   | Rok  | Miejscowość | Konkurencja | Czas biegu | Strata | Zwycięzca             |
| ------- | ------- | ---- | ----------- | ----------- | ---------- | ------ | --------------------- |
| 21.     | 3 marca | 2021 | Bansko      | Supergigant | 49,70      | +1,69  | Giovanni Franzoni     |
| DNF1    | 4 marca | 2021 | Bansko      | Gigant      | 1:45,33    | -      | Lukas Feurstein       |
| DNF1    | 5 marca | 2021 | Bansko      | Slalom      | 1:40,36    | -      | Benjamin Ritchie      |
| 29.     | 4 marca | 2022 | Panorama    | Supergigant | 1:06,57    | +2,25  | Isaiah Nelson         |
| 7.      | 6 marca | 2022 | Panorama    | Kombinacja  | 2:02,88    | +1,18  | Giovanni Franzoni     |
| 6.      | 7 marca | 2022 | Panorama    | Drużynowo   | -          | -      | Kanada                |
| 2.      | 8 marca | 2022 | Panorama    | Gigant      | 2:39,24    | +0,60  | Alexander Steen Olsen |

### Puchar Świata

#### Miejsca w klasyfikacji generalnej
- sezon 2020/2021: 125.
- sezon 2021/2022: 119.
- sezon 2022/2023: 41.
- sezon 2023/2024: 72.
- sezon 2024/2025:

#### Miejsca na podium w zawodach
Della Vite nie stawał na podium zawodów PŚ.